# Incestophantes khakassicus
Incestophantes khakassicus là một loài nhện trong họ Linyphiidae.
Loài này thuộc chi Incestophantes. Incestophantes khakassicus được Andrei V. Tanasevitch miêu tả năm 1996.